# FC Tisselt
FC Tisselt was een Belgische voetbalclub uit Tisselt. De club sloot in 1945 aan bij de KBVB met stamnummer 4318. 
In 1959 nam de club ontslag uit de KBVB.

## Geschiedenis
FC Tisselt ging in 1945 bij de KBVB van start in Derde Provinciale. In het seizoen 1947-1948 behaalde de club de titel in Derde Provinciale F na een nek aan nek race met Rumstse SK. 
Tisselt promoveerde naar Tweede Gewestelijke. Het seizoen 1949-1950 was het beste uit de clubgeschiedenis, met een vierde plaats.
In 1952 eindigde FC Tisselt laatste en degradeerde naar Derde Provinciale. 
Daar zou de club nog zeven seizoenen spelen, zonder hoge ogen te gooien, men eindigde immers telkens in de onderste helft van de klassering.
In 1959 nam de club ontslag uit de KBVB.